# Fortalecillas (Neiva)
Fortalecillas es un corregimiento en el norte del municipio de Neiva sobre la margen derecha del Río Magdalena. Limita al norte con el municipio de Tello, al oeste con el corregimiento de Guacirco, al suroeste con la Comuna 9, la Comuna 2, la Comuna 5 y la Comuna 10 de la cabecera municipal, al sur con el corregimiento de Río de las Ceibas, y al este con el corregimiento de Vegalarga. Es famoso por su tradicional bizcocho de achira y de maíz, también se caracteriza por sus actividades agrícolas y ganaderas, también por la pesca y lo más importante lo acogedora que es su gente. Es cruzado por la Quebrada El Venado haciendo límite con la Comuna 9 de la cabecera municipal.

## Veredas
El corregimiento Fortalecillas se divide en 5 veredas:
| Vereda        | Sector                 |
| ------------- | ---------------------- |
| La Mata       |                        |
| Fortalecillas |                        |
| La Mojarra    |                        |
| La Jagua      |                        |
| Venado        | Venadito Campo Damasco |
| Venado        | Llanito                |